# A Nightmare on Elm Street (franchise)
A Nightmare on Elm Street is een Amerikaanse horror-mediafranchise, bestaande uit negen films, een televisieserie en een aantal boeken en stripseries. De films behoren tot het slashergenre. De franchise draait geheel om het personage Freddy Krueger, een monsterlijke man die mensen in hun dromen opjaagt en vermoordt.
De franchise begon in 1984 met de film A Nightmare on Elm Street, geschreven en geregisseerd door Wes Craven. De films zijn geproduceerd door New Line Cinema.
Gemeten naar omzet is A Nightmare on Elm Street de op twee na meest succesvolle franchise in de Verenigde Staten.

## Films
| Film                                             | Premièredatum     | Budget       | Opbrengst        | Opbrengst      | Opbrengst    | Referenties |
| Film                                             | Premièredatum     | Budget       | Verenigde Staten | Overige landen | Wereldwijd   | Referenties |
| ------------------------------------------------ | ----------------- | ------------ | ---------------- | -------------- | ------------ | ----------- |
| 1. A Nightmare on Elm Street                     | 9 november 1984   | $1,800,000   | $25,504,513      |                | $25,504,513  | [ 2 ]       |
| 2. A Nightmare on Elm Street 2: Freddy's Revenge | 1 november 1985   | $3,000,000   | $29,999,213      |                | $29,999,213  | [ 4 ]       |
| 3. A Nightmare on Elm Street 3: Dream Warriors   | 27 februari 1987  | $5,000,000   | $44,793,222      |                | $44,793,222  | [ 6 ]       |
| 4. A Nightmare on Elm Street 4: The Dream Master | 19 augustus 1988  | $13,000,000  | $49,369,899      |                | $49,369,899  | [ 8 ]       |
| 5. A Nightmare on Elm Street 5: The Dream Child  | 11 augustus 1989  | $6,000,000   | $22,168,359      |                | $22,168,359  | [ 10 ]      |
| 6. Freddy's Dead: The Final Nightmare            | 13 september 1991 | $5,000,000   | $34,872,033      |                | $34,872,033  | [ 12 ]      |
| 7. Wes Craven's New Nightmare                    | 14 oktober 1994   | $8,000,000   | $18,090,181      |                | $18,090,181  | [ 14 ]      |
| 8. Freddy vs. Jason*                             | 15 augustus 2003  | $25,000,000  | $82,622,655      | $32,286,175    | $114,908,830 | [ 16 ]      |
| 9. A Nightmare on Elm Street (2010)              | 30 april 2010     | $35,000,000  | $63,071,122      | $46,267,913    | $115,587,084 | [ 18 ]      |
| Totaal                                           | Totaal            | $101,800,000 | $370,491,197     | $78,554,088    | $455,293,334 |             |

*Dit is een Cross-over met de filmreeks Friday the 13th.

## Documentaire
In september 2009 werd bekend dat Daniel Farrands en Andrew Kasch van plan waren een documentaire te maken over Nightmare on Elm Street, getiteld Never Sleep Again: The Elm Street Legacy. De documentaire zal onder andere interviews met cast- en crewleden van de films bevatten.

## Televisie
Op 9 oktober 1988 begon de anthologieserie Freddy's Nightmares. Deze serie, gelijk in opzet aan The Twilight Zone, bevatte een reeks losse horrorverhalen, gepresenteerd door Freddy Krueger. Freddy heeft in deze verhalen geen actieve rol. De serie liep twee seizoenen.

### Romans
Tussen 1987 en 2003, verschenen er meerdere romanversies van de films. De eerste vijf werden gepubliceerd door St. Martins Press. Deze boeken volgen het verhaal uit de films nauwkeurig, met slechts kleine aanpassingen. Het boek A Nightmare on Elm Street 3 is een uitzondering op deze regel; hierin wordt juist een compleet nieuw verhaal verteld. Vanaf 1992 werden de boeken uitgegeven door Abdo & Daughters Publishing Company.

### Strips
De populariteit van de films heeft tot meerdere stripseries geleid, gepubliceerd door onder Marvel Comics, Innovation Comics, Trident Comics, Avatar Press en Wildstorm Comics.

## Overig
- Er bestaan twee videospellen met de titel “A Nightmare on Elm Street”, maar deze hebben vrijwel niets met de verhalen uit de films te maken.